# 9-й механизированный корпус (1-го формирования)
9-й механизированный корпус РККА (9 мк) — общевойсковое оперативно-тактическое соединение (механизированный корпус) РККА ВС СССР, до и во время Великой Отечественной войны.

## История. Формирование и дислокация
9-й механизированный корпус начал формироваться в ноябре 1940 года в Киевском Особом военном округе (далее КОВО). Корпус формировался в составе управления, 19-й и 20-й танковых и 131-й моторизованной дивизий и отдельных частей.
В марте 1941 года 19-я танковая дивизия была исключена из состава 9-го мехкорпуса и вошла в состав формируемого 22-го механизированного корпуса. Взамен убывшей 19-й танковой дивизии была сформирована 35-я танковая дивизия.
К 22 июня 1941 года корпус дислоцировался в районе города Новоград-Волынский в 200 — 250 км от государственной границы Союза ССР.

## Великая Отечественная война
22 июня 1941 года корпус вошёл в состав Юго-Западного фронта. Находился в резерве.
Командир — генерал-майор Рокоссовский К. К., начальник штаба — генерал-майор технических войск Маслов А. Г., заместитель командира корпуса по технической части — военинженер 1-го ранга Василий Григорьевич Внуков.
На основном вооружении 9-го механизированного корпуса находилось 300 лёгких танков Т-26, БТ и Т-37/38; 73 бронеавтомобиля; 1067 автомашин; 133 трактора; 188 мотоциклов.
Состав на 22 июня 1941 года:
- управление
- 20-я танковая дивизия, командир — полковник Катуков М. Е. (в первые дни войны находился на лечении в Киевском госпитале, обязанности комкора исполнял полковник Черняев), начальник штаба — подполковник Чухин Николай Дмитриевич.
- 35-я танковая дивизия, командир — полковник Новиков, Николай Александрович, начальник штаба — майор, подполковник Рабинович, Леонид Юделевич.
- 131-я моторизованная дивизия, командир — полковник Калинин Н. В., начальник штаба — подполковник Чернов.
- 4-й мотоциклетный полк, командир — полковник Собакин, Максим Фёдорович. Состоял из трёх мотоциклетных батальонов. (На самом деле 4-й МЦП под командованием полковника Собакина М.Ф. входил в состав 6-го мехкорпуса)
- 185-й отдельный батальон связи;
- 41-й отдельный мотоинженерный батальон;
- 106-я корпусная авиационная эскадрилья;
- полевой хлебозавод.

|                              | БТ-2 | БТ-5 | БТ-7 | Т-26   | ХТ | Т-40 | Т-37/38 | Всего  | БА-20 | БА-10 | Всего |
| ---------------------------- | ---- | ---- | ---- | ------ | -- | ---- | ------- | ------ | ----- | ----- | ----- |
| Управление                   |      |      |      |        |    |      |         |        | 5     | 7     | 12    |
| 20-я танковая дивизия        |      | 25   | 5    | 3      | 3  |      |         | 36     |       | 16    | 16    |
| 35-я танковая дивизия        |      |      |      | 133/29 | 1  |      |         | 134/29 | 5     | 32    | 37    |
| 131-я моторизованная дивизия | 36   | 59   | 28   |        |    | 17   | 21      | 161    | 1     | 18    | 19    |
| Всего                        | 36   | 84   | 33   | 136/29 | 4  | 17   | 21      | 331/29 | 11    | 73    | 84    |

### Боевые действия
22 июня 1941 года корпус выступил из района Новоград-Волынский, Шепетовка и с утра 23 июня находился на днёвке в лесах западнее Корца и восточнее Славуты, готовясь вечером 23 июня продолжать марш в район Луцка.
В течение 24 — 25 июня 131-я моторизованная дивизия была переброшена в район Луцка, закрыв брешь на этом направлении. Вечером 24 июня дивизии удалось отбросить немецкие разведгруппы, однако ввиду предполагавшейся советским командованием угрозы удара немцев с севера (которой в реальности не было) позиции дивизии были сильно растянуты на 20 км по линии реки Стырь. С утра 25 июня боевые группы 14-й танковой дивизии немцев при поддержке мощного огня корпусной артиллерии, корректировавшейся с воздуха, форсировали реку и отбросили подразделения 131-й МД из  города.
26 июня дивизии придавались мотоциклетный полк 22-го механизированного корпуса и два артиллерийских дивизиона 19-й танковой дивизии того же корпуса. Дивизия должна была оборонять правый берег реки Стырь на участке Дубице — Луцк — Воротнев — Острожец, прочно обеспечивая свой левый фланг. В течение 26 июня 131-я моторизованная дивизия вместе с мотоциклетным полком 22-го механизированного корпуса, оборонявшаяся на широком фронте от Рожище до Острожца (15 км юго-восточнее Луцка), с трудом сдерживали атаки противника, овладевшего вечером 25 июня Луцком и пытавшегося развить удар вдоль шоссе на Ровно, а также захватить мост и плацдарм в районе Рожище. В помощь оборонявшимся были брошены в бой остатки 135-й стрелковой дивизии и мотострелковый полк 19-й танковой дивизии на участке Дубице — Валерьяновка (все пункты на правом берегу реки Стырь восточнее Рожище).
9-й механизированный корпус нацелился на Дубненское направление, имея задачу во взаимодействии с 36-м стрелковым и 19-м механизированным корпусами уничтожить противника в районе Млынув, Дубно и овладеть этими пунктами. 27 июня из района Ставок, Ромашевская 9-й мехкорпус перешёл в наступление силами подразделений 20-й и 35-й танковых дивизий. В течение всего дня дивизии Катукова и Новикова вели бой с частями 13-й танковой дивизии немцев в районах севернее и восточнее Млынова. Хотя удар 9-го мехкорпуса и не достиг поставленной цели — захвата Млынова, тем не менее его активные действия на левом фланге ударной группировки противника заставили немецкое командование повернуть 299-ю пехотную дивизию и часть сил 13-й танковой дивизии на север, что несколько улучшило положение 19-го механизированного корпуса, отходившего с тяжёлыми боями в направлении Ровно.
27 июня командующий Юго-Западным фронтом приказал 5-й армии силами механизированных корпусов продолжить контрнаступление в прежних направлениях, то есть на Млынов и Дубно, с северо-востока и востока. Но они не могли продолжать наступление. 9-й механизированный корпус нуждался в передышке для проведения в порядок материальной части после понесённых ранее серьёзных потерь.
С вечера 27 июня он, закрепившись на рубеже станции Олыка — Клевань, отражал атаки подошедших 28 июня из района Луцка 14-й танковой и 25-й моторизованной дивизий, стремившихся прорваться на шоссе Луцк-Ровно.
Вот что пишет в своих воспоминаниях К. К. Рокоссовский: 

«В тех лесистых, болотистых местах немцы продвигались только по большим дорогам. Прикрыв дивизией Новикова (35-я танковая дивизия) избранный нами рубеж на шоссе Луцк — Ровно, мы перебросили сюда с левого фланга 20-ю танковую с её артполком, вооружённым новыми 85-мм орудиями. Начальник штаба организовал, а Черняев (заместитель командира 20-й танковой дивизии по строевой части — при. авт.) быстро и энергично осуществил манёвр.
Орудия поставили в кюветах, на возвышенностях у шоссе, а часть — непосредственно на полотне для прямой наводки. Настал момент встречи. Немцы накатывались большой ромбовидной группой. Впереди мотоциклисты, за ними бронемашины и танки.
Мы видели с НП, как шла на 20-ю танковую внушительная сила врага. И увидели, что с ней стало. Артиллеристы подпустили немцев близко и открыли огонь. На шоссе осталась чудовищная каша — мотоциклы, обломки бронемашин, тела убитых. Инерция движения наступавших войск давала нашим орудиям все новые цели.

Враг понес тут большой урон и был отброшен. Генерал Новиков, используя красивую удачу Черняева, двинулся вперед и сумел занять нужные нам высотки.»
К 29 июня корпус силами 35-й и 20-й танковых дивизий оборонялся на рубеже Олыка — Клевань, отражая атаки частей 25-й моторизованной дивизии и частично 14-й танковой дивизии противника с юга. В корпусе осталось 32 танка и 55 орудий различных калибров. 131-я моторизованная дивизия совместно со 193-й стрелковой дивизией вела бой на рубеже Синтаровка — Клепачев — Киверцы — Копче.
Корпусу была поставлена следующая задача: без 131-й мотодивизии во взаимодействии с 22-м механизированным корпусом ударом в направлении Клевань, Зарецк уничтожить противостоящего противника, выйти в район Зембица, Оладув, м. Варковичи и, обеспечивая себя со стороны Дубно, не допустить отхода противника на запад. 131-й моторизованной дивизии сосредоточиться в лесу восточнее Киверец в армейском резерве.
Днем 1 июля, когда войска левого крыла 5-й армии заканчивали подготовку к переходу в наступление, был получен новый приказ командующего Юго-Западным фронтом, в котором 5-й армии ставилась задача — продолжая во взаимодействии с 6-й армией ликвидацию прорыва на Ровенском направлении, прочно закрепиться на укреплённом рубеже первой линии Новоград-Волынского укреплённого района.
9-му механизированному корпусу было приказано упорно оборонять район Клевань, Грабов, Оржев до исхода 3 июля. К 4 июля отойти в район Седлице, Тучин, обеспечивая стык 31-го стрелкового и 19-го механизированного корпусов. 9-й корпус в ходе подготовки к наступлению вечером 30 июля был атакован в районе Оржева (5 км восточнее Клевани) частями 25-й моторизованной и 14-й танковой дивизий противника, стремившимися, по-видимому, прорваться к северу в направлении Деражня с целью отрезать войска 5-й армии от переправ на реку Горынь, но эта атака противника была отбита. 9-й механизированный корпус с утра 1 июля перешёл в наступление.
Контрудар 5-й армии на Дубненском направлении, вызвало у немецкого командования опасение за тыловые коммуникации 3-го моторизованного корпуса и 29-го армейского корпуса. Немецкое командование спешно бросило против наступавших соединений другие части, ещё не втянутые в бой: 670-й отдельный противотанковый дивизион, усиленный танковый полк, разведывательный батальон 16-й танковой дивизии, учебный полк химических миномётов, а также резерв 1-й танковой группы — моторизованную дивизию СС «Адольф Гитлер». Против 9-го механизированного корпуса противник направляет 25-ю моторизованную дивизию и перегруппированную из района Тучина часть сил 14-й танковой дивизии.
В результате этих контрмер противника наступление войск 5-й армии, наносивших контрудар на Дубненском направлении, имело ограниченные результаты.
Войска 5-й армии в период с 2 по 5 июля форсированными маршами отходили на реку Случь, разрушая за собой мосты и устраивая заграждения на дорогах.
9-й механизированный корпус, прикрывавший отход основных сил 5-й армии с юга, до 4 июля был скован боями в районе Цумань, Клевань, Александрия, отражая сильные атаки 25-й моторизованной, 99-й и 298-й пехотных дивизий, моторизованной дивизии СС «Адольф Гитлер». В ночь на 5 июля части корпуса, оторвавшись от противника, совершили отход за реку Случь. До отхода на рубеж Коростенского УРа 5-й армии предстояло в период с 5 по 9 июля оборонять рубеж реки Случь, что потребовало от командующего армией уточнить своё решение, учитывая изменение задачи армии в соответствии с директивой штаба фронта. 9-му механизированному корпусу были поставлены следующие задачи: к исходу 7 июля сосредоточиться в районе Погореловка, колхоз Визенталь, исключая Ушомир, подготовить противотанковый район колхоз Визенталь, Боровица, Рудня Ушомирская; отсечные позиции на левом берегу реки Уж на фронте Мощна Рудня, Могильно, седлая дорогу на Житомир фронтом на юг. Быть в готовности к нанесению удара в направлениях Новограда-Волынского и Житомира.
Утром 7 июля был получен приказ командующего фронтом начать в ночь на 8 июля отвод войск 5-й армии на Коростенский УР, который занять к 9 июля.
9-му механизированному корпусу к исходу 7 июля необходимо было сосредоточиться в районе Погореловка, колхоз Визенталь, исключая Ушомир (15-20 км юго-западнее Коростеня), подготовить контратаки в направленях Новограда-Волынского и Житомир. 9-й мехкорпус, выведенные в резерв, должен был согласно новому приказу сосредоточиться после марша не в районе Коростеня, как это намечалось ранее, а юго-западнее и южнее этого пункта, то есть ближе к Новоград-Волынскому направлению и автомагистрали, связывающей этот пункт с Житомиром.
К вечеру 8 июля Новоград-Волынский УР был прорван на большей части фронта и 3-й моторизованный корпус противника устремился на Житомир, а 48-й моторизованный корпус противника ещё утром 8 июля захватил Бердичев.
К 9 июля в корпусе осталось около 10 тысяч человек личного состава и около 35 танков.
Командующий 5-й армией принял решение об удержании частью сил рубеж Рудница, Белокоровичи, Эмильчино, Сербы, а силами 31-го стрелкового, 9-го и 22-го механизированных корпусов нанести удар в направлении Бронники, Черница, во взаимодействии с 6-й армией и уничтожить прорвавшуюся группировку противника и восстановить на левом фланге фронт по реке Случь.
9-й механизированный корпус во взаимодействии с 31-м стрелковым и 22-м механизированным корпусом с рубежа Тесновка, исключая Мирное, должен был атаковать противника в общем направлении Барбаровка, Каменный Брод и к исходу дня 10 июля овладеть районом Несолонь, Чернецкая Слобода, Улашиновка, не допуская прорыва противника со стороны Новоград-Волынский, Рогачев, Каменный Брод.
Утром 10 июля ударная группировка 5-й армии перешла в наступление с фронта Вершница, Тесновка, Мирное. 9-й механизированный корпус за период с 10 по 14 июля продвинулся на 10 — 20 км и вышел на Киевское шоссе. Здесь он был остановлен развернувшимися и вступившими в бой главными силами 44-й и 95-й пехотных дивизий противника.
Генерал Потапов, внимательно следивший за поведением противника, разгадал его намерение нанести главный удар по слабо защищённому левому флангу армии, выйти в её тыл и отрезать от соседей и переправ на Днепре. Исходя из этого, командующий армией решил перегруппировать с правого на левое крыло армии 62-ю и 228-ю стрелковые дивизии, 9-й, 19-й и 22-й механизированные корпуса. Перегруппировку решено было совершить в течение 20 — 22 июля скрытно, ночными переходами. Механизированные корпуса были выведены в армейский резерв. 9-й корпус был сосредоточен в районе Писаревка, Липляны (20 — 25 км восточнее Коростеня).
В период с 23 июля по 5 августа развернулись ожесточённые встречные бои на главной полосе обороны юго-западного сектора Коростенского укреплённого района — на участке Осовка, Гулянка, Белка, Зарубинка, Ягодинка и восточнее его на рубеже реки Ирша — с наступающими группировками противника, стремившегося концентрическими ударами из района Симаковка, станция Яблонец и из района Малина в общем направлении на Коростень овладеть Коростенским УРом и уничтожить войска 5-й армии.
9-й механизированный корпус — резерв командующего армией — в 11 часов 31 июля получил задачу сосредоточиться в районе Головков и ударом в направлении Пирушек задержать продвижение противника на севере.
Обстановка на Малинском направлении все более ухудшалась. К исходу 4 августа войскам 51-го армейского корпуса противника удалось продвинуться на глубину до 20 км и расширить плацдарм до 30 км в направлении на Ксаверов и в северо-западном направлении вдоль железной дороги Малин-Коростень.
Предпринятый по приказу командующего армией в период 2 — 3 августа контрудар силами 9-го механизированного корпуса с севера и другими частями с северо-востока и северо-запада в общем направлении на Малин был отражён противником, и к 4 августа войска левого крыла армии, с трудом сдерживая наступление противника, вели тяжёлые бои. 9-й механизированный корпус вел бой на рубеже леса северо-западнее Владовки, роща восточнее Писаревки.
Вечером 4 августа генерал Потапов, оценив обстановку, приказал 9-му механизированному корпусу с рубежа Гута Генриховская, колхоз им. Гринько, нанося удар левым флангом, наступать в направлении высота 172,1, высота 162,5, Омельяновка с задачей уничтожить противостоящего противника и овладеть опушкой лесов южнее района Владовка, Омельяновка. В дальнейшем наступать в направлении урочища Батков и во взаимодействии с 15-м стрелковым и 1-м воздушно-десантным корпусами окружить и уничтожить противника в районе Чеповичи, Головки, Щербатовка.
Противник с утра 5 августа возобновил наступление и к исходу дня потеснил наши войска на 6 — 10 км. На левом крыле 5-й армии 51-й армейский корпус противника развивал удар на северо-запад вдоль железной дороги на Коростень и к исходу 5 августа, продвинувшись на 10 км, потеснил 9-й механизированный корпус на рубеж Скураты, Владовка.
В то время как войска правого крыла 5-й армии 6 августа отходили на новый рубеж, части 9-го и 22-го механизированных, 1-го воздушно-десантного корпусов возобновили атаки по восточному флангу Малинской группировки противника. Но встретив упорное сопротивление 113-й, 262-й, 98-й и 296-й пехотных дивизий противника, смогли в течение трёх суток продвинуться лишь на 6 — 10 км и к исходу 8 августа вели тяжёлые бои. 9-й механизированный корпус остановился в районе Владовки.
Хотя в результате этого контрудара положение в районе Малина и не было восстановлено, наступление превосходящих сил малинской группировки было задержано, что способствовало осуществлению организованного отхода 31-го и 15-го стрелковых корпусов из южного мешка, в котором они находились.
Командующий 5-й армией принял решение перейти всеми силами к упорной обороне на рубеже Рудня Мяколовецкая — Кремно — Тесновка — Чигири — Бехи — Липляны — Каменка — Барановка.
Войска 5-й армии с 9 по 14 августа улучшали свои позиции в инженерном отношении и совершенствовали систему огня, продолжая методом активной обороны сковывать крупные силы противника. По-прежнему предпринимались частые контратаки, а также засылка в расположение противника истребительных отрядов и групп для уничтожения автомашин, повозок с грузами и захвата пленных. 9-й механизированный корпус занимал рубеж юго-восточная окраина Обиходов — хутор Гуниче, исключая северную окраину Ксаверова. На этих позициях с небольшими изменениями в ту или другую сторону войска 5-й армии оборонялись до 20 августа 1941 г., изматывая противника, и сами при этом несли большие потери.
Но, имея укрытые пути подвоза, войска не испытывали недостатка в боеприпасах и горючем, несмотря на их большой расход. В течение всего периода боев в районе Коростень, Малин и севернее в войсках имелись неснижаемые запасы: боеприпасов 1 — 1,5 боевого комплекта, продовольствия 2 — 3 сутодачи, горючего 1,5 — 2 заправки.
Вечером 19 августа была получена директива штаба Юго-Западного фронта на отвод войск 5-й армии за Днепр. Отвод должен быть осуществлен комбинированным способом в период 20 — 25 августа. После отхода на реку Днепр 5-я армия должна была занять оборону на левом его берегу на фронте м. Лоев, Старый Глыбов.
К этому времени в дивизиях 9-го механизированного корпуса (20-й и 35-й танковых) оставалось по 2,2 — 2,4 тысячи человек, по 4 — 5 станковых и 20 — 24 ручных пулемётов, по 12 орудий и 6 миномётов разного калибра, по 4 — 5 бронемашин и 2 — 3 зенитных пулемёта. Танков не было.
По плану разработанному командующим 5-й армией 9-й механизированный корпус на своем автотранспорте должен совершить марш в общем направлении Лозница, Хабное, Шепелевичи, Неданчичи, далее на Чернигов, к 23 августа сосредоточиться севернее Чернигова, в районе Александровка, Богданы. По этому же плану артиллерия оставлялась во фронтовом резерве на случай необходимости манёвра артиллерийскими средствами.
Вечером 22 августа части 9-го механизированного корпуса переправились через реку Припять и расположились на дневку в междуречье Припяти и Днепра. К утру 23 августа соединение прошло рубеж реки Днепр.
К утру 24 августа 9-й механизированный корпус начал сосредотачиваться севернее Чернигова, куда он был направлен во время отхода в связи с обозначившейся угрозой приближения войск группы армий «Центр» с севера. Корпус получил задачу отдельными узлами занять оборону на участке хутор Александровский, Лентяевка, прикрывая подступы к Чернигову с севера.
28 августа начались бои на северном участке фронта 5-й армии. К исходу 29 августа генералу Потапова стало ясно, что 15-й стрелковый корпус не в состоянии не только отразить, но и задержать наступление превосходящих сил противника, которому в течение двухдневных боев удалось преодолеть главную полосу обороны почти на всем фронте корпуса.
В ходе боев на черниговском направлении, несмотря на стойкое сопротивление частей 15-го стрелкового корпуса и предпринятой ими 31 августа контратаки, положение на правом крыле армии все более ухудшалось. За трое суток, с 30 августа по 1 сентября, противнику удалось продвинуться ещё на 6 — 8 км и приблизиться к Чернигову на расстояние до 10 км. 9-й механизированный корпус продолжал занимать прежний рубеж — хутор Александровский, Богудовка (20-4 км севернее Чернигова) и в бою принимал участие только своей артиллерией.
20 сентября 1941 года из остатков 9-го механизированного корпуса командованием 5-й армии был сформирован сводный батальон, который влился в состав 15-го механизированного корпуса.

## Командование

### Командир корпуса
- Рокоссовский Константин Константинович (28.11.1940 - 11.07.1941), генерал-майор;
- Маслов Алексей Гаврилович (11.07.1941 - 17.09.1941), генерал-майор технических войск.

### Начальник штаба корпуса
- Маслов, Алексей Гаврилович (_.10.1940 - 11.07.1941), генерал-майор технических войск.

### Заместитель командира корпуса по политической части
- Каменев Д. Г., бригадный комиссар

### Начальник артиллерии корпуса
- Панков А. Н.,  полковник.